# Liste de plantes médicinales de France
- Haut – A
- B
- C
- D
- E
- F
- G
- H
- I
- J
- K
- L
- M
- N
- O
- P
- Q
- R
- S
- T
- U
- V
- W
- X
- Y
- Z

voir aussi 
- plante médicinale
- Liste des plantes utilisées en phytothérapie
- Liste des plantes médicinales en vente libre en France

## Index des noms vulgaires

### A
- Abricotier (Prunus armeniaca)
- Absinthe (Artemisia absinthium L.)
- Acanthe à feuilles molles (Acanthus mollis)
- Achillée mille-feuilles (Achillea millefolium L.)
- Aconit napel (Aconitum napellus subsp. napellus )
- Acore odorant (Acorus calamus)
- Adonis de printemps (Adonis vernalis)
- Agripaume cardiaque (Leonora cardiata L.)
- Aigremoine eupatoire (Agrimonia eupatoria L.)
- Airelle myrtille (Vaccinium myrtillus L.)
- Airelle rouge (Vaccinium vitis-idaea L.)
- Ail cultivé (Allium sativum)
- Ail des ours (Allium ursinum L.)
- Ail de la Sainte-Victoire (Allium victorialis)
- Alchémille des Alpes (Alchemilla alpina)
- Alchemille commune (vulgaire) (Alchemilla vulgaris L.)
- Alliaire officinale (Alliaria officinalis)
- Aloès du Cap (Aloe ferox)
- Amandier (Amygdalus communis)
- Anémone noble (Anemone trifolia)
- Anémone hépatique (Hepatica nobilis)
- Anémone pulsatille (Anemone pulsatilla)
- Angélique officinale (Angelica archangelica)
- Angélique des bois (Angelica sylvestris L.)
- Ansérine (Potentilla Ansérina L.), à ne pas confondre avec l'espèce (Chenopodium sp.)
- Anthémis fétide (Anthemis cotula)
- Anthyllide vulnéraire (Anthyllis vulneraria)
- Arbousier (Arbutus unedo)
- Arbre de Judée (Cercis siliquastrum)
- Aristoloche clématite (Aristolochia clematitis)
- Armoise annuelle (Artemisia annua)
- Armoise blanche (Artemisia alba)
- Armoise commune (Artemisia vulgaris)
- Armoise maritime (Artemisia maritima)
- Arnica des montagnes (Arnica montana)
- Artichaut (Cynara scolymus)
- Asaret d'Europe (Asarum europaeum)
- Asperge (Asparagus officinalis)
- Aspérule odorante (Galium odoratum)
- Asphodèle blanc (Asphodelus albus)
- Aubépine (volet médicinal) (Crataegus laevigata et Crataegus monogyna)
- Aulne blanc (Alnus incana)
- Aulne glutineux (Alnus glutinosa)
- Avoine cultivée (Avena sativa)

### B
- Badiane ou Anis étoilé (Illicium verum)
- Ballote (Ballota foetida)
- Bambou géant (Bambusa arundinacea)
- Barbarée commune (Barbarea vulgaris)
- Basilic commun (Ocimum basilicum)
- Bec-de-grue à feuilles de ciguë (Erodium cicutarium)
- Belladone (Atropa belladonna)
- Bleuet (Cyanus segetum ou Centaurea cyanus)
- Benoîte commune (Geum urbanum)
- Bouillon blanc (Verbascum thapsus)
- Bouleau blanc et verruqueux (Betula alba) et (Betula verrucosa)
- Bourrache officinale (Borago officinalis)
- Bourse-à-pasteur (Capsella bursa-pastoris)
- Bugrane épineuse (Ononis spinosa)
- Brunelle commune (Prunella vulgaris)
- Bruyère: (Erica cinerea)
- Bryone dioïque (Bryonia dioica)
- Bugle rampant (Ajuga reptans)
- Buglosse officinale (Anchusa officinalis)
- Buis (Buxus sempervirens)
- Busserole (ou Raisin d'ours) (Arctostaphylos uva-ursi)

### C
- Camomille (Anthemis nobilis)
- Calament à grandes fleurs (Calamintha grandiflora)
- Calament officinale (Clinopodium nepeta. jadis Calamintha officinalis)
- Callune (Calluna vulgaris)
- Campanule raiponce (Campanula rapunculus)
- Capillaire de Montpellier (Adiantum capillus-veneris)
- Capillaire des murailles (Asplenium trichomanes)
- Cardamine hirsute (Cardamine hirsuta)
- Cardamine des prés (Cardamine pratensis)
- Cardère sauvage (Dipsacus fullonum)
- Cardon (Cynara cardunculus)
- Carline acaule (Carlina acaulis)
- Carotte (Daucus sativus)
- Carotte sauvage (Daucus carota)
- Caroubier (Ceratonia siliqua)
- Carvi (Carum carvi)
- Cassis (Ribes nigrum)
- Cèdre de l'Atlas (Cedrus atlantica)
- Cèdre du Liban (Cedrus libani)
- Céleri (Apium graveolens)
- Centaurée chausse-trappe (Centaurea calcitrapa)
- Centaurée jacée (Centaurea jacea)
- Petite centaurée (Centaurium erythraea)
- Centranthe rouge (Centranthus ruber )
- Céraiste aquatique (Myosoton aquaticum)
- Cerfeuil commun (Anthriscus cerefolium)
- Cerfeuil sauvage (Anthriscus sylvestris)
- Cerisier (Cerasus padus)
- Cétérach officinal (Ceterach officinarum)
- Chanvre (Cannabis sativa L.)
- Chardon à petits capitules (Carduus tenuiflorus)
- Châtaignier (Castanea sativa)
- Chélidoine (Chelidonium majus)
- Chêne rouvre (Quercus petraea)
- Chicorée(Cichorium intybus)
- Chiendent rampant (Elymus repens ou Agropyrum repens)
- Petite ciguë (Aethusa cynapium)
- Cognassier (Cydonia vulgaris)
- Colchique d'automne (Colchicum autumnale)
- Consoude officinale ou grande consoude (Symphytum officinale L.)
- Coquelicot (Papaver rhoeas)
- Coriandre (Coriandrum sativum)
- Courge (Curcubita pepo)
- Cuscute du thym (Cuscuta epithymum)
- Cyprès sempervirent (Cupressus sempervirens)

### D
- Datura stramoine (Datura stramonium)
- Digitale pourpre (Digitalis purpurea)
- Diplotaxis à feuilles étroites (Diplotaxis tenuifolia)
- Diplotaxis fausse roquette (Diplotaxis erucoides)
- Doradille noire (Asplenium adiantum-nigrum)
- Droséra à feuilles rondes (Drosera rotundifolia)

### E
- Échinacée à feuilles aigües (Echinacea angustifolia)
- Échinacée pourpre (Echinacea purpurea)
- Églantier (Rosa canina)
- Égopode podagraire (Aegopodium podagraria)
- Épilobe en épi (Chamerion angustifolium)
- Épilobe à feuilles de romarin (Epilobium dodonaei)
- Épilobe à grandes fleurs (Epilobium hirsutum)
- Épilobe à petites fleurs (Epilobium parviflorum)
- Épine-vinette (Berberis vulgaris)
- Épiaire officinale (Betonica officinalis)
- Érable champêtre (Acer campestre)
- Eucalyptus (Eucalyptus globulus)
- Eupatoire à feuilles de chanvre (Eupatorium cannabinum)
- Euphorbe réveille-matin (Euphorbia helioscopia)
- Euphraise officinale (Euphrasia officinalis)

### F
- Fenouil commun (Foeniculum Vulgare)
- Fenouil des Alpes (Meum athamanticum)
- Flouve odorante (Anthoxantum odoratum)
- Fougère mâle (Dryopteris filix-mas)
- Fraisier des bois (Fragaria vesca)
- Framboisier (Rubus idaus)
- Fumeterre officinale (Fumaria officinalis)
- Fusain d'Europe (Euonymus europaeus)

### G
- Galéga officinal (Galega officinalis)
- Genévrier commun (Juniperus communis)
- Genévrier cade (Juniperus oxycedrus)
- Gentiane jaune (Gentiana lutea)
- Giroflée (Erysimum cheiri)
- Gommier bleu (Eucalyptus globulus)
- Grenadier (Punica granatum)
- Gui commun (Viscum album)
- Guimauve officinale (Althaea officinalis)

### H
- Houblon (Humulus lupulus) plante médicinale de l'année 2007
- Hysope (Hyssopus officinalis)

### I
- Immortelle commune
- Iris

### J
- Jusquiame noire (Hyoscyamus niger)

### L
- Laîche des sables (Carex arenaria)
- Lamier blanc ou ortie blanche (Lamium album)
- Lierre terrestre (Glechoma hederacae)
- Lierre grimpant (Hedera helix)
- Lin cultivé (Linum usitatissimum)
- Linaire commune  (Linaria vulgaris)
- Lycopode en massue (Lycopodium clavatum)
- Lavande vraie (Lavandula angustifolia)

### M
- Manuka (Leptospermum scoparium)
- Marron d'Inde (Aesculus hippocastanum)
- Mauve sauvage ou mauve sylvestre, grande mauve (Malva sylvestris)
- Mélilot jaune (Melilotus officinalis)
- Mélisse officinale (Melissa officinalis)
- Mélitte à feuilles de mélisse (Melittis melissophyllum)
- Menthe (Mentha)
- Menyanthe (Menyanthes trifoliata)
- Mille-feuilles (Achillea millefolium)
- Micocoulier de Provence (Celtis australis)
- Millepertuis androsème (Hypericum androsaemum)
- Millepertuis perforé (Hypericum perforatum)
- Muflier à feuilles de Pâquerette (Anarrhinum bellidifolium)
- Muguet de mai (Convallaria majalis)

### N
- Noisetier (Corylus L.)

### O
- Oignon (Allium cepa)
- Oranger amer, ou Bigaradier (Citrus aurantium)
- Origan ou Marjolaine sauvage (Origanum vulgare)
- Ortie blanche (Lamium album)
- Grande ortie (Urtica dioica)

### P
- Panicaut champêtre (Eryngium campestre)
- Panicaut maritime (Eryngium maritimum )
- Pâquerette (Bellis perennis)
- Pavot de Californie (Escholtzia californica)
- Pavot somnifère (Papaver somniferum)
- Pensée sauvage (Viola tricolor)
- Petite pervenche (Vinca minor)
- Grande pervenche (Vinca major)
- Physalis alkékenge ou amour en cage (Physalis alkekengi)
- Pissenlits (Taraxacum sp.)
- Pistachier térébinthe (Pistacia terebinthus L.)
- Pied de chat (Antennaria dioica)
- Plantain lancéolé (Plantago lanceolata)
- Plantain d'eau (Alisma plantago-aquatica)
- Poireau de vigne (Allium polyanthum)
- Potentille ansérine (Potentilla anserina)
- Potentille tormentille (Potentilla erecta)
- pourpier (Portulaca oleracea)
- Prêle des champs (Equisetum arvense)
- Prêle d'hiver (Equisetum hyemale)
- Grande prêle (Equisetum telmateia)
- Primevère officinale (Primula veris)
- Prunelier (Prunus spinosa)
- Pulmonaire officinale (Pulmonaria officinalis)

### R
- Réglisse (Glycyrrhiza glabra L.)
- Renouée des oiseaux  (Polygonum aviculare )
- Ronce (Rubus fructicosus)
- Romarin (Rosmarinus officinalis)
- Roquette de mer (Cakile maritima)
- Roquette (Eruca sativa)
- Rue officinale ou Rue fétide (Ruta graveolens)

### S
- Sabot de Vénus (Cypripedium calceolus)
- Sapin blanc (Abies alba)
- Sarriette Sarriette des jardins (Satureja hortensis) et Sarriette vivace (Satureja montana)
- Sauge officinale(Salvia officinalis)
- Sceau de Salomon odorant (Polygonatum odoratum)
- Scolopendre (fougère) (Asplenium scolopendrium)
- Sisymbre officinal (Sisymbrium officinale)
- Spergulaire rouge (Arenaria rubra)
- Souchet rond (Cyperus rotundus)
- Souci des champs (Calendula arvensis)
- Souci officinal (Calendula officinalis)
- Sureau noir (Sambucus nigra)

### T
- Tanaisie commune (Tanacetum vulgare)
- Tilleul à grandes feuilles (Tilia platyphyllos)
- Tilleul à petites feuilles (Tilia cordata)
- Tilleul argenté (Tilia tomantosa)
- Tussilage (Tussilago farfara)
- Thym cultivé ou thym commun (Thymus vulgaris)
- Thym serpolet (Thymus serpyllum)

### V
- Valériane officinale (Valeriana officinalis)
- Verge d'or (Solidago virgaurea)
- Vergerette du Canada (Erigeron canadensis)
- Véronique petit-chêne (Veronica chamaedrys)
- Véronique de Perse (Veronica persica)
- Verveine officinale (Verbena officinale)
- Verveine citronnée (Aloysia citrodora)
- Vigne rouge (Vitis sp.)
- Vigne vierge (Ampelopsis veitchii auct., synonyme de Parthenocissus tricuspidata (Siebold & Zucc.) Planch[1].)
- Violette odorante (Viola odorata)

## Index des noms botaniques
Clé d'entrée : le nom latin.
Le nom botanique des plantes comprend trois éléments :
- nom du genre (exemple Artemisia), suivi du
- nom de l'espèce (exemple absinthium), suivi du
- nom du premier descripteur de la plante (celui qui a le premier donné le nom botanique à la plante), abrégé pour les auteurs les plus connus, exemple : L. pour Carl von Linné.

### A
- Abies alba
- Acanthus mollis
- Acer campestre
- Achillea millefolium
- Acer campestre
- Aconitum napellus
- Acorus calamus
- Adiantum capillus-veneris
- Adonis vernalis
- Aegopodium podagraria
- Aesculus hippocastanum
- Aethusa cynapium
- Agrimonia eupatoria
- Agropyron repens
- Ajuga reptans
- Alchemilla alpina
- Alchemilla vulgaris
- Alisma plantago
- Alliaria officinalis D.C.
- Allium cepa
- Allium polyanthum
- Allium sativum
- Allium ursinum
- Allium victorialis
- Alnus glutinosa
- Alnus incana
- Aloysia citrodora
- Althaea officinalis
- Ampelopsis weitchii
- Amygdalus communis
- Anarrhinum bellidifolium
- Anchusa officinalis
- Anemone nobilis
- Anemone pulsatilla
- Angelica archangelica
- Angelica sylvestris L.
- Antennaria dioica
- Anthemis cotula
- Anthemis nobilis
- Anthoxanthum odoratum
- Anthriscus cerefolium
- Anthriscus sylvestris
- Anthyllis vulneraria
- Apium graveolens
- Arbutus unedo
- Arctostaphylos uva-ursi
- Aristolochia clematitis
- Armeniaca vulgaris
- Arnica montana
- Artemisia absinthium L.
- Artemisia alba
- Artemisia annua
- Artemisia maritima
- Artemisia vulgaris
- Asarum europaeum
- Asparagus officinalis
- Asplenium adiantum-nigrum
- Asplenium trichomanes
- Asperula odorata
- Asphodelus albus
- Asplenium scolopendrium
- Atropa belladonna
- Arctostaphylos uva-ursi
- Avena sativa

### B
- Ballota foetida
- Bambusa arundinacea
- Barbarea vulgaris
- Bellis perennis
- Berberis vulgaris
- Betonica officinalis
- Betula pendula ou Betula alba ou Betula pubescenc
- Betula verrucosa
- Borago officinalis
- Bryonia dioica
- Buxus sempervirens

### C
- Cakile maritima
- Calamintha grandiflora
- Calamintha officinalis
- Calendula arvensis
- Calendula officinalis
- Calluna vulgaris
- Campanula rapunculus
- Capsella bursa-pastoris
- Cannabis sativa L.
- Cardamine hirsuta
- Cardamine pratensis
- Carduus tenuiflorus
- Carex arenaria
- Carlina acaulis
- Carum carvi
- Castanea sativa
- Cedrus atlantica
- Cedrus libani
- Celtis australis
- Centaurea calcitrapa
- Centaurea cyanus
- Centaurea jacea
- Centaurium erythraea
- Centranthus ruber
- Cerasus padus
- Ceratonia siliqua
- Cercis siliquastrum
- Ceterach officinarum
- Chamerion angustifolium
- Chelidonium majus
- Cichorium intybus
- Citrus aurantium
- Clinopodium nepeta
- Colchicum automnal
- Convallaria majalis
- Coriandrum sativum
- Curcubita pepo
- Cupressus sempervirens
- Cuscuta epithymum
- Cydonia vulgaris
- Cynara cardunculus
- Cynara scolymus
- Cyperus rotundus
- Cypripedium calceolus

### D
- Datura stramonium
- Daucus carota
- Daucus sativus
- Digitalis purpurea
- Diplotaxis erucoides
- Diplotaxis tenuifolia
- Dipsacus fullonum
- Drosera rotundifolia
- Dryopteris filix-mas

### E
- Echinacea angustifolia
- Echinacea purpurea
- Elytrigia repens
- Epilobium dodonaei
- Epilobium hirsutum
- Epilobium parviflorum
- Equisetum arvense
- Equisetum hyemale
- Equisetum telmateia
- Erica cinerea
- Erigeron canadensis
- Erodium cicutarium
- Eruca sativa
- Eryngium campestre
- Eryngium maritimum
- Erysimum cheiri
- Escholtzia californica
- Eucalyptus globulus
- Eupatorium cannabinum
- Euphrasia officinalis
- Euphorbia helioscopia
- Euonymus europaeus

### F
- Foeniculum Vulgare
- Fragaria vesca
- Fumaria officinalis

### G
- Galega officinalis
- Galium odoratum
- Gentiana luthea
- Geum urbanum
- Glechoma hederacea
- Glycyrrhiza glabra L.

### H
- Hedera helix
- Hepatica nobilis
- Helichrysum stoechas
- Humulus lupulus
- Hyoscyamus niger
- Hypericum perforatum
- Hyssopus officinalis

### I
- Illicium verum
- Inula helenium
- Iris

### J
- Juniperus communis
- Juniperus oxycedrus

### L
- Lamium album
- Lavandula angustifolia
- Leonurus cardiacaL.
- Linaria vulgaris
- Linum usitatissimum
- Lithospermum officinale
- Lycopodium clavatum

### M
- Malva sylvestris
- Melissa officinalis
- Melilotus officinalis
- Melittis melissophyllum
- Mentha
- Menyanthes trifoliata
- Meum athamanticum
- Myosoton aquaticum

### N
- Nerium oleander

### O
- Ocimum basilicum
- Ononis spinosa
- Origanum vulgare

### P
- Papaver rhoeas
- Papaver somniferum
- Physalis alkekengi
- Pimpinella anisum
- Pistacia terebinthus
- Plantago lanceolata
- Polygonatum odoratum
- Polygonum aviculare
- Portulaca
- Portulaca oleracea
- Potentilla anserina L.
- Potentilla erecta
- Primula veris
- Prunella vulgaris
- Prunus spinosa
- Pulmonaria officinalis
- Punica granatum

### Q
- Quercus petraea

### R
- Ribes nigrum
- Rosmarinus officinalis
- Rosa canina
- Rubus idaus
- Rubus fruticosus
- Ruta graveolens

### S
- Sambucus nigra
- Satureja : Satureja hortensis et Satureja montana
- Salvia officinalis
- Semen contra
- Solidago virgaurea
- Symphytum officinalis
- Sisymbrium officinale

### T
- Tanacetum vulgare
- Taraxacum sp.
- Tilia cordata
- Tilia platyphyllos
- Tilia tomentosa
- Thymus vulgaris
- Thymus serpyllum
- Tussilago farfara
- Trifolium repens
- Trifolium pratense

### U
- Urtica dioica

### V
- Vaccinium myrtillus L.
- Vaccinium vitis-idaea L.
- Valeriana officinalis
- Verbascum thapsus
- Verbena officinalis
- Veronica chamaedrys
- Veronica persica
- Vinca major
- Vinca minor
- Viola tricolor
- Viola odorata
- Viscum album
- Vitis vinifera